# Pieter Kersbergen
Pieter Kersbergen (Sluipwijk, circa 26 januari 1810 – Delft, 9 maart 1899) was een Nederlands organist, beiaardier, dirigent, componist en muziekleraar.
Hij was zoon van veenman Pieter Kersbergen en Pietertje Mul. Hij trouwde met Ariaantje Bubbezon. Zoon Jan Willem Kersbergen werd musicus.
Hij was eerst werkzaam in de Waalse kerk (1829) en vervolgens in de Oude Kerk (1830-1835) en Nieuwe Kerk (1835-1893). Al vanaf 1828 bespeelde hij het carillon in Delft, hetgeen hij tot 1885 zou doen. Hij schreef voorts Variatiën en fuga, Veertien klavierstukken (opus 2), een mars , enkele ouverturen en orkestwerken, die laatste voor een door hem geleid orkest, dat rond 1844 in Delft uitvoeringen gaf. Ze speelden niet alleen werk van Kersbergen, maar ook de Symfonie nr. 1 van Ludwig van Beethoven stond weleens op het programma.
Hij vierde in 1880 en 1890 zijn vijftig- en zestigjarig jubileum als organist te Delft. Hij was organist tijdens de begrafenissen van koningen Willem I der Nederlanden, Willem II der Nederlanden en Willem III der Nederlanden.